# José Martín de Aldehuela
José Martín de Aldehuela (Manzanera, Terol, 14 de gener de 1724 – Màlaga, 7 de setembre de 1802) fou un arquitecte aragonès, actiu a Castella i Andalusia, on edificà esglésies i obres civils d'estil tardobarroc i rococó. És conegut com "el Borromini espanyol".

## Vida i obra
Nascut a Manzanera amb el nom de José Martín de Lizanda en una família de pagesos, a partir dels cinc anys el crià el seu padrí Jerónimo Marco, a Aldehuela (avui part del municipi de Terol), amb qui aprengué l'ofici de fuster i d'escultor de retaules: d'aquest llogarret prengué el nom amb què és conegut. Es formà com a mestre d'obres a Terol i València, però en restes poques notícies. L'estada a València justificaria el seu estil, molt proper al tardobarroc valencià, caracteritzat per l'abundant ornamentació, influïda al seu torn pel rococó francès. En 1745, el bisbe de Terol, Francisco Pérez Prado, li encarregà l'església del Colegio de los Jesuitas (després seminari) de la ciutat. Acabada en 1752, comptava amb una decoració exuberant, amb capitells de fantasia i formes curvilínies; l'edifici, però, fou destruït el 1937, durant la Guerra civil espanyola i només se'n conserven alguns testimonis fotogràfics.
En 1752 es casà amb María Antonia Esteban, a Terol, amb qui tingué cinc fills, dels quals només sobrevisqué el gran, Antonio José Vicente, també escultor i arquitecte. Després es casà amb María Antonia Conejos, amb qui tingué sis fills més, tots els quals moriren abans que ell.
| Any  | Nom                                                | Ubicació | Descripció       | Foto exterior               | Foto interior |
| ---- | -------------------------------------------------- | -------- | ---------------- | --------------------------- | ------------- |
| 1745 | Colegio de los Jesuitas (després seminari diocesà) | Terol    | Destruït el 1937 | Fotografia dels anys trenta |               |

### Establiment a Conca: 1750-1778
La fama de les obres dels jesuïts de Terol va fer que el bisbe de Conca, Isidro de Carvajal y Lancaster, el cridés a la ciutat. Instal·lat a Conca cap al 1750, hi visqué prop de trenta anys i hi desenvolupà la major part de la seva carrera. En 1771 fou nomenat mestre major d'obres pies de la diòcesi «transformando la faz arquitectónica de la ciudad». Hi projectà nombrosos edificis religiosos i alguns de civils.
El primer fou l'antic oratori de San Felipe Neri, fundat en 1738 pel canonge Álvaro Carvajal y de Lancaster, d'una nau amb abundant decoració rococó, que Chueca considera la seva obra mestra del primer període. L'admiració que causà va fer que se li encarreguessin les restauracions de les esglésies de San Pedro i de San Miguel. Altres obres a Conca són l'interior de l'església de la Virgen de la Luz (o San Antón, 1760), la portada de la Virgen de las Angustias, l'església de Las Petras o, en la catedral, la capella del Pilar (1769) i retaules a les capelles dels Apòstols (de la Magdalena, 1770), de la Virgen del Alba, la Magdalena, Santa Rosa, San Antonio i el de la sagristia major, a més del tancament del claustre, les caixes dels orgues i els tornaveus de les trones.
En 1751, Ventura Rodríguez anà a Conca a dirigir les obres del Transparente i l'altar major de la catedral. L'arquitecte de la Cort feu conèixer als mestres d'obres de Conca els nous corrents classicistes que havien portat des de Roma els arquitectes encarregats de les obres del Palau Reial d'Orient de Madrid, Filippo Juvarra i Giambattista Sacchetti, amb qui Rodríguez havia treballat. Gradualment, Martín de Aldehuela substitueix el rococó afrancesat per una arquitectura més mesurada, classicista i italianitzant: «se advierte cómo su formación rococó en la escuela valenciana irá disciplinándose, de forma gradual, en la decoración y el uso de los órdenes, ante el contacto con el estilo de Ventura Rodríguez». El canvi pot veure's en l'església del convent de la Concepción Francisca, d'entre 1768 i 1771, amb una estudiada planta de base elípitica de gran efecte escenogràfic i amb solucions en els elements decoratius que recorden l'estil de Borromini.
La capella del Rosario i la façana de l'església de San Pablo (avui parador de turisme), escenogràficament ubicat al penya-segat de l'Huécar, mostren una composició agosarada. Amb Francisco Moradillo, va projectar l'església de l'Hospital de Santiago, projecte que fou visat i aprovat per Ventura Rodríguez. Entre les obres civils, hi ha la Prisión Real o Casa del Corregidor (1765-1769, primer anomenades Casas Pretorias), les del Santo Oficio, la Casa de Recogidas o l'empedrat del carrer de San Pedro. També la presa del Molinillo al riu Postigo i un molí paperer a Palomera.
Fora de la capital, Martín de Aldehuela dirigí les obres de les esglésies de San Millán d'Orihuela del Tremedal (Terol, en 1770), San Miguel de las Victorias de Priego, San Bartolomé de Cólliga i les dels retaules de la Merced de Huete i l'Asunción de la Almarcha i el cor de Santa María d'Alarcón, les cinc a la província de Conca o l'església de San Pedro y San Pablo a Madrigueras (Albacete). El bisbe de València Francisco Fabián y Fuero li encarregà una nova parròquia per al poble on havia nascut, Terzaga (Guadalajara): les obres es feren entre 1772 i 1778. D'una nau de grans dimensions, l'església de la Virgen del Amor Hermoso fa una lliure interpretació de les formes barroques, amb efectes lumínics procedents dels òculs i les formes còncaves dels murs i una exuberant decoració en estuc.
| Any       | Nom | Ubicació              | Descripció | Foto exterior                                  | Foto interior                                  |
| --------- | --- | --------------------- | --- | ---------------------------------------------- | ---------------------------------------------- |
| 1750      | San Felipe Neri                                                                                        | Conca                 | Planta de creu llatina, amb nau curta de dos trams, capelles entre columnes i absis recte; a la part alta, tribunes, volta de canó amb llunetes i, al creuer, volta amb llanterna. La decoració és rococó. La capella de Las Angustias té planta el·líptica. |                                                | Interior                                       |
| -1756     | Portada de l'ermita de la Virgen de las Angustias, Bajada de las Angustias i Portillo de los Descalzos | Conca                 | Escales per arribar-hi, arc i esplanada d'accés i portada de l'església. |                                                |                                                |
|           | Reforma de San Pedro                                                                                   | Conca                 | Reedificació de l'església del s. XVII; planta octogonal amb una circumferència inscrita i cúpula; el campanar també és obra d'Aldehuela. |                                                |                                                |
|           | Reforma de San Miguel                                                                                  | Conca                 | Reforma de l'interior: es fa la volta de canó amb llunetes i la nau lateral d'aresta, les pilastres i la decoració de rocalla. La portada de la façana també data d'aquest moment.                                                                           |                                                |                                                |
| 1760 ca.  | Convento de San Pablo (avui Parador de Turisme)                                                        | Conca                 | Reforma dels edificis del segle XVI: façana, nova portada i capella de la Virgen del Rosario. |                                                |                                                |
| 1760      | San Pedro de las Justinianas o Las Petras                                                              | Conca                 | Execució del projecte traçat per Alejandro González Velázquez i Blas de Rentería. Planta el·líptica, amb cor als peus i presbiteri pla. Retaule de González Velázquez; els retaules d'Aldehuela es van perdre durant la Guerra civil.                        |                                                |                                                |
| 1760-1764 | Santuari de la Virgen de la Luz o San Antón                                                            | Conca                 | |                                                |                                                |
| 1763      | Església de l'Hospital de Santiago                                                                     | Conca                 | |                                                |                                                |
| 1765-1770 | Casa del Corregidor o Prisión Real (avui Archivo Municipal)                                            | Conca                 | Edifici de tres plantes per una banda i set per l'altra, amb un eix de simetria a la portada i el balcó ab un escut. |                                                |                                                |
| 1768-1771 | Monasterio de la Concepción Franciscana                                                                | Conca                 | La façana conserva l'antiga portada renaixentista; planta allargada de trams el·líptics amb capelles. |                                                |                                                |
| 1769-1771 | Capella del Pilar (Catedral de Conca)                                                                  | Conca                 | |                                                | fotografies                                    |
| 1770      | Retaule de la Magdalena (Capella dels Apòstols, Catedral de Conca)                                     | Conca                 | |                                                | Retaule                                        |
| 1770 ca.  | Retaule de San Antolín (Capella baptismal, Catedral de Conca)                                          | Conca                 | Talla d'Aldehuela, al voltant d'un quadre del s. XIV. |                                                | Retaule, a l'esquerra                          |
| 1770 ca.  | Retaule de la sagristia major (Catedral)                                                               | Conca                 | |                                                |                                                |
|           | Orgues (Catedral de Conca)                                                                             | Conca                 | Caixes dels orgues; incendiats en 1767, se'n conserven parcialment. L'organer fou Julián de la Orden. |                                                |                                                |
|           | Remodelació del claustre (Catedral de Conca)                                                           | Conca                 | |                                                |                                                |
| 1770-1776 | San Millán de la Cogolla                                                                               | Orihuela del Tremedal | De tres naus, amb cúpula al creuer i torre de tres cossos. |                                                | Interior Arxivat 2016-10-30 a Wayback Machine. |
| 1771-1777 | Casa de las Recogidas o Casa de la Beneficencia                                                        | Conca                 | L'edifici d'Aldehuela fou reformat completament en 1779-1800 per Felipe A. Solano: no queda res de l'edifici original. |                                                |                                                |
| 1772      | Retaule de la Virgen del Alba (Catedral de Conca)                                                      | Conca                 | Traça i talles de les santes Llúcia i Apol·lònia. |                                                |                                                |
| 1772      | San Bartolomé                                                                                          | Cólliga               | |                                                |                                                |
| 1772-1778 | Església parroquial                                                                                    | Terzaga               | | Exterior Arxivat 2016-02-23 a Wayback Machine. | Naus                                           |
| 1773-1774 | Retaule del convent de La Merced                                                                       | Huete                 | Destruït el 1936. |                                                |                                                |
| 1773-1777 | San Miguel de las Victorias                                                                            | Priego                | Església de planta de creu llatina, amb una nau; capçalera plana i volta de canó amb llunetes, cúpula al creuer i voltes el·lipsoidals als braços. | Façana Arxivat 2016-02-23 a Wayback Machine.   | Nau                                            |
|           | Retaule de Nuestra Señora de la Asunción                                                               | La Almarcha           | |                                                | Retaule                                        |
|           | Cor de Santa María                                                                                     | Alarcón               | Cor als peus de l'església; probablement, la caixa de l'orgue també sigui d'Aldehuela. |                                                | Cor i orgue                                    |
| 1777-1780 | Ampliació de l'església de San Pedro y San Pablo                                                       | Madrigueras           | Ampliació de la nau i façana nova. | Església                                       |                                                |

### Etapa final a Màlaga: 1778-1802
El nou bisbe de Mâlaga, José Molina Larios, coneixia Martín de Aldehuela, ja que abans havia estat bisbe d'Albarrassí i li havia encarregat algunes obres. Per això, el cridà per a treballar en les caixes dels orgues de la catedral: Martín hi arribà en 1778. Nomenat director de les obres de la catedral, acabà el tancament del temple i en dissenyà el tabernacle, la capella de l'Encarnació, les cadenes del Patio de los Naranjos i el retaule de San Sebastián. El bisbe també coneix el talent d'Aldehuela com a enginyer i vol que solucioni els problemes d'abastament d'aigua de la ciutat i la rodalia: per això projectarà l'aqüeducte de San Telmo, important obra d'enginyeria de 30 km, construït entre 1782 i 1784.
Ja establert a Màlaga, en 1782 és nomenat "Maestro Mayor de Obras Menores Generales del Obispado"; en 1786, "Maestro para la Visita de Casas del Cabildo" i en 1790 "Alcalde Perpetuo del Acueducto de San Telmo". Supervisà les obres d'altres arquitectes i en dirigí les de les esglésies de San Felipe, les Dominicas de la Divina Providencia, la capçalera i ampliació de San Juan, San Agustín, l'ampliació de San Pedro, el retaule dels Trinitaris i algunes altres. Entre les obres civils a la ciutat de Màlaga hi ha: la portada del Montepío de Cosecheros o Casa del Consulado (avui, Sociedad Económica de Amigos del País), el palau del Conde de Villalcázar, la Casa de Expósitos, la Casa Barroca de Ataranas, la finalització del palau episcopal i altres cases. També va intervenir en el Puente del Rey, la parròquia de San Juan de Vélez-Málaga, el retaule de Nerja (desaparegut), la col·legiata d'Antequera i el cementiri de Cortes de la Frontera, i va projectar els jardins del Retiro a Churriana.
A Ronda, també de llavors és la seva obra més coneguda: el pont nou, sobre el riu Guadalevín, que, començat el 1759 per a unir les dues parts de la ciutat, dividida pel penya-segat, havia quedat inacabat. Li fou adjudicat en el concurs de 1785 i acabà de construir-se en 1793. També va fer-hi l'aqüeducte de La Hidalga, entre 1789 i 1798. Se li atribueix la finalització de la Plaza de Toros, acabada en 1785, tot i que no en queda cap document que ho confirmi.
Al final de la seva vida tingué diverses desgràcies personals: quedà vidu en 1791 i hagué de finançar les obres del pont amb els seus recursos, a l'espera que el municipi li pagués. El municipi de Ronda, però, no li va pagar mai les obres del pont ni les de l'aqüeducte: l'arxiu municipal s'havia cremat i van al·legar que ja no tenien proves que l'arquitecte no hagués cobrat abans el seu treball, per la qual cosa, no li pagaren. En 1799, estava arruïnat i hagué d'hipotecar la seva casa: Aldehuela morí a Màlaga en 1802, de mort natural. Una llegenda apòcrifa diu que se suïcidà tirant-se des del pont de Ronda, per no poder construir-ne un altre que el superés en bellesa. Fou enterrat a l'església del convent de San Pedro de Alcantara (Màlaga); quan fou enderrocat, les restes se'n perderen, però una placa en la plaça homònima recorda l'arquitecte.
| Any                  | Nom                                                             | Ubicació | Descripció | Foto exterior                                     | Foto interior                                 |
| -------------------- | --------------------------------------------------------------- | -------- | --- | ------------------------------------------------- | --------------------------------------------- |
| 1778-1782            | Orgues de la Catedral de Màlaga                                 | Màlaga   | Caixes i talles dels dos orgues del cor, projectat per l'organer Julián de la Orden; en tres cossos d'ordres diferents, entre els pilars de la nau.                                               |                                                   |                                               |
| 1781                 | Projecte del tabernacle de la Catedral de Màlaga                | Màlaga   | Projecte aprovat pel Capítol, però no realitzat; se'n va fer una maqueta que fou instal·lada en l'església de La Trinidad, on fou destruïda el 1936.                                              |                                                   |                                               |
|                      | Retaule de San Sebastián (Catedral de Màlaga)                   | Màlaga   | |                                                   |                                               |
|                      | Cadenes i pilars del Patio de los Naranjos (Catedral de Màlaga) | Màlaga   | |                                                   |                                               |
| 1782                 | Acabament del Palau Episcopal                                   | Màlaga   | Finalitza les obres a la mort d'Antonio Ramos. Potser intervé en la decoració de l'escala i en les dependències particulars del patí i jardí, amb arcs i balustrada.                              |                                                   |                                               |
| 1782-1784            | Aqüeducte de San Telmo                                          | Màlaga   | Conducció d'11 km, amb dos canals: un per al reg i un de tancat per a l'aigua potable, a través de 30 aqüeductes (el més gran, el de Quintana, de 170 m i 15 arcs) i 33 clavegueres.              |                                                   |                                               |
| 1783-1785            | Capella de l'Encarnació (Catedral de Màlaga)                    | Màlaga   | Execució del projecte de retaule, traçat per Juan de Villanueva, i decoració de la capella. |                                                   |                                               |
|                      | Casa de las Atarazanas                                          | Màlaga   | Al carrer Atarazanas, 11. Té tres pisos de altura i planta baixa, amb pilastres i tancaments de reixa; l'entrada té un òcul amb decoració de rocalla. Escala imperial coberta amb celobert.       |                                                   |                                               |
| 1782                 | Casa del Consulado                                              | Màlaga   | Plaza de la Constitución. Fou Montepío de Socorro a los Cosecheros, del Consulado Marítimo y Terrestre; des de 1856, Sociedad Económica de Amigos del País                                        |                                                   |                                               |
| 1785-1795, 1790-1795 | Sagristia i tabernacle de San Felipe Neri                       | Màlaga   | Direcció i execució de les obres de l'església, projectada per Ventura Rodríguez. S'atribueixen a Aldehuela els projectes de la sagristia (que es consagra en 1796) i del tabernacle (1790-1795). | Sagristia                                         |                                               |
| 1785-1793            | Puente Nuevo                                                    | Ronda    | |                                                   |                                               |
| 1785                 | Plaça de braus                                                  | Ronda    | Se li atribueix la finalització de les obres, tot i que no en queden proves documentals. |                                                   |                                               |
| 1786                 | Palau del Conde de Villalcázar                                  | Màlaga   | Reedificació del palau; atribuït a Aldehuela, però també a Felipe de Unzurrúnzaga: no hi ha prou documents per a assegurar-ne l'autoria. Avui, seu de la cambra de comerç                         |                                                   |                                               |
| 1786-1789            | Reforma del Real Colegio de San Telmo                           | Màlaga   | Condicionament del col·legi jesuïta. |                                                   |                                               |
| 1789-1798            | Aqüeducte de La Hidalga                                         | Ronda    | En mal estat, només se'n conserven alguns trams. | Foto actual Arxivat 2016-02-23 a Wayback Machine. |                                               |
| -1799                | Cambril, cripta i retaule de San Agustín                        | Màlaga   | En mal estat, només se'n conserven alguns trams. | Foto exterior del cambril                         | Retaule Arxivat 2016-02-24 a Wayback Machine. |